# Erwin Huber
Erwin Huber (ur. 26 lipca 1946 w Reisbach) – niemiecki polityk, samorządowiec i urzędnik państwowy, działacz Unii Chrześcijańsko-Społecznej (CSU) i jej przewodniczący w latach 2007–2008, wieloletni poseł do landtagu, minister w rządzie Bawarii.

## Życiorys
Erwin Huber urodził się w Reisbach w powiecie Dingolfing-Landau w Bawarii. Uczęszczał do szkoły podstawowej w Reisbach, a następnie do szkoły średniej w Dingolfing. W 1963 rozpoczął pracę w bawarskiej administracji skarbowej. W 1970 został urzędnikiem w bawarskim ministerstwie finansów. W tym czasie studiował ekonomię na Uniwersytecie Ludwika i Maksymiliana w Monachium.
Zaangażował się w działalność polityczną w ramach CSU oraz jej organizacji młodzieżowej Junge Union. Od 1972 wybierany na radnego powiatu Dingolfing-Landau. W 1978 uzyskał po raz pierwszy mandat posła do landtagu, z powodzeniem ubiegał się o reelekcję w kolejnych wyborach. W 1987 został zastępcą sekretarza generalnego, a w 1988 sekretarzem generalnym Unii Chrześcijańsko-Społecznej. Funkcję tę pełnił do 1994, od 1993 do 2008 kierował CSU w Dolnej Bawarii.
W skład bawarskiego rządu wszedł po raz pierwszy w 1994, kiedy to został ministrem i dyrektorem gabinetu premiera Bawarii. Stanowisko to zajmował do 1995 i ponownie w latach 1998–2005. Od 1995 do 1998 oraz od 2007 do 2008 był ministrem finansów, w latach 2003–2005 dodatkowo pełnił funkcję spraw federalnych i reformy administracyjnej, od 2005 do 2007 sprawował urząd ministra gospodarki, infrastruktury, transportu i technologii.
29 września 2007, po uprzedniej rezygnacji złożonej przez Edmunda Stoibera, został wybrany na nowego przewodniczącego Unii Chrześcijańsko-Społecznej. Otrzymał 58% głosów, pokonując ministra rolnictwa Horsta Seehofera, którego poparło 39% głosujących w partyjnych wyborach. W wyborach z września 2008 CSU odnotowała najgorszy wynik od ponad 50 lat i po raz pierwszy od ponad 45 lat utraciła większość bezwzględną w bawarskim parlamencie. W konsekwencji Erwin Huber zrezygnował z przywództwa w tym ugrupowaniu. 28 października tegoż roku na czele partii stanął Horst Seehofer. Erwin Huber pozostał aktywnym działaczem CSU, kontynuując pracę w landtagu również w kolejnej kadencji.
Erwin Huber jest żonaty, ma dwoje dzieci.